# هنری ورسلی (کاوشگر)
سرهنگ دوم الستیر ادوارد هنری وورسلی، یک کاوشگر انگلیسی و افسر ارتش انگلیس بود. او بخشی از سفر موفقیت‌آمیز سال ۲۰۰۹ بود که ردپای ارنست شکلتون را در قطب جنوب دنبال می‌کرد.
او در سال ۲۰۱۶، در حالی که سعی داشت نخستین سفر تنها و بدون کمک برای عبور از قطب جنوب را به سرانجام برساند درگذشت. او که سعی داشت نخستین کسی باشد که با پای پیاده، بدون کمک و بدون حمایت، قطب جنوب را می‌پیماید، بعد از پیمودن بیش از ۹۰۰ مایل (۱۴۵۰ کیلومتر)، به علت خستگی و ضعف سلامت، ناچار شد در فاصله ۱۲۶ مایلی (۲۰۰ کیلومتری) از پایان برنامه‌ریزی شده سفر خود، در خواست کمک کند. وی نجات داده شد و با هواپیما به بیمارستانی در پونتا آرناس، در منطقه پاتاگونیای جنوب شیلی منتقل شد. در آنجا برای وی تشخیص التهاب صفاق داده شد و در سن ۵۵ سالگی در گذشت.

## سنین جوانی و تحصیلات
هنری ورسلی در ۴ اکتبر سال ۱۹۶۰ در لندن متولد شد. او تنها پسر ژنرال سر ریچارد ورسلی و نخستین همسرش، سارا آن «سالی»، بزرگترین دختر سفیر بریتانیا در پاریس بود. بدون اینکه شواهد مشخصی وجود داشته باشد، گفته می‌شود که او رابطه فامیلی دوری با فرانک ورسلی، کاپیتان کشتی اکتشافی ارنست شکلتون، به نام اندیورنس دارد. وی از کودکی علاقه عمیقی به اکتشافات قطب جنوب در اوایل قرن بیستم داشت.
ورسلی در سِلوین هاوس، مدرسه ابتدایی مستقل، و استو اسکول، مدرسه ارشد مستقل که در آن هنگام فقط پسرانه بود، در استو باکینگهام‌شر تحصیل کرده بود. هنری که یک ورزشکار با پشتکار بود، کاپیتان تیم‌های کریکت و راگبی مدرسه بود. او به دانشگاه نفر و بعد از اتمام مدرسه، به مدرسه نظامی سلطنتی سندهرست رفت تا به عنوان افسر ارتش آموزش ببیند.

## حرفه نظامی
ورسلی به مدت ۳۶ سال، سرباز ارتش بریتانیا بود. او همراه با با Royal Green Jackets و بعدها با The Rifles خدمت کرد. در سال ۱۹۸۸، وی از دوره گزینش سرویس هوایی ویژه (SAS) عبور کرد و در 22 SAS Regiment خدمت نمود. او در گردان دوم رویال گرین جکتز، از سال ۲۰۰۰ تا ۲۰۰۲، افسر فرمانده بود، و در عملیات سال ۲۰۰۱ ارتش انگلیس در افغانستان، به نام «عملیات وریتاس» نیز فرمانده بود. او همچنین در ایرلند شمالی، بوسنی و کوزوو خدمت کرده‌است. آخرین مأموریت او پیش از بازنشستگی، خدمت به عنوان افسر عملیات ویژه مستقر در پنتاگون، و هماهنگی از جانب ارتش انگلیس با نیروهای عملیات ویژه ایالات متحده بود.

## سفر به قطب جنوب
ورسلی در سال ۲۰۰۸، سرپرستی سفری را بر عهده داشت که قصد پیمودن مسیری از طریق کوه‌های ترنس‌آنتارکتیکا، و رسیدن به نقطه‌ای در ۹۸ مایلی (۱۵۷ کیلومتری) از قطب جنوب را داشت. این سفر در سالگرد ۱۰۰ سالگی «سفر نمرود» شکلتون انجام شد. ورسلی در حالی که رهبری یک تیم شش نفره را در دنبال کردن ردپای سفر موفق ۸۷۰ مایلی (۱۴۰۰ کیلومتری) روئال آمونسن در سال ۱۹۱۲ به قطب جنوب بر عهده داشت در سال ۲۰۱۱ به آنتارکتیکا بازگشت. با کامل کردن این مسیر، وی تبدیل به نخستین کسی شد که توانسته مسیرهای شکلتون، رابرت فالکون اسکات و آمونس را با موفقیت طی کند.

### اکتشاف نهایی
هدف ورسلی این بود که از روحیه قهرمان خود، شکلتون، پیروی کند و پیش از شروع سفر، ۱۰۰ هزار پوند برای صندوق اندیوور به منظور کمک به جانبازان جنگی و زنان، جمع‌آوری کرد. حامی این سفر، شاهزاده ویلیام، دوک کمبریج بود. بر خلاف سفر تنهای سال ۱۹۹۷ بره اووسلند، ورسلی بدون استفاده از کایت برای کمک به کشیدن سورتمه ۱۵۰ کیلوگرمی خود سفر کرد.
ورسلی در تاریخ ۱۳ نوامبر ۲۰۱۵، با هدف تکمیل سفر خود در ۸۰ روز، وارد نقطه شروع خود یعنی جزیره برکنر شد. او طی ۶۹ روز، ۹۱۳ مایل (۱۴۶۹ کیلومتر) را پیمود و فقط ۳۰ مایل (۴۸ کیلومتر) باقی مانده بود. با این حال وی مجبور شد روز ۷۰ و ۷۱ را در چادر بماند در حالی که از خستگی مفرط و کمبود آب حاد رنج می‌برد. وی در نهایت درخواست کمک کرد و به شکل هوایی به پونتا آرناس شیلی منتقل شد. در آنجا برای او تشیص التهاب صفاق باکتریایی داده شد. ورسلی در ۲۴ ژانویه ۲۰۱۶، بعد از عمل جراحی در پونتا آرناس، به علت از کار افتادن اعضای بدن، از دنیا رفت. وی ۵۵ سال داشت. بعد از مرگ، برای اکتشافات ورسلی در قطب جنوب، مدال قطب به او هدیه داده شد.

## زندگی شخصی
ورسلی در فولام لندن زندگی می‌کرد. در تاریخ ۲۰ فوریه ۱۹۹۳، با جوآنا، دختر اندرو استینتون در کلیسای سنت مری، چیلهم، کانتربری، کنت ازدواج کرد. آن دو صاحب دو فرزند شدند: یک پسر به نام مکس و یک دختر به نام آلیشیا.
در دسامبر ۲۰۱۷، همسر و دو فرزند او، از جزیره ساوث جورجیا دیدار کردند تا خاکسترش را در مکانی که عاشقش بود و نزدیک به اسوه همیشگی‌اش، سر ارنست شکلتون، دفن کنند.

## آثار
- ورسلی, هنری (2011). به دنبال شکلتون: بازگشت به قلب قطب جنوب. لندن: Virgin Books. ISBN 978-1-905264-93-3.

## برای مطالعهٔ بیشتر
- دیوید گرن: تاریکی سفید، نیویورک: ۲۰۱۸ شابک ‎۹۷۸-۰-۳۸۵-۵۴۴۵۷-۳